# Зайцев, Андрей Евгеньевич (космонавт)
Андре́й Евге́ньевич За́йцев (5 августа 1957, Тула, РСФСР — 5 мая 2010, Московская область) — ведущий инженер-испытатель, космонавт-испытатель Научно-производственного объединения «Энергия».

## Биография
Родился 5 августа 1957 года в Туле в семье мастера Скуратовского экспериментального завода Зайцева Евгения Анатольевича и Зайцевой (Черепкова) Людмилы Александровны. Окончив среднюю школу города Тулы в 1974 году, поступил на машиностроительный факультет Московского государственного технического университета имени Н. Э. Баумана. В 1980 году окончил его и получил специальность «Производство летательных аппаратов».
После окончания МВТУ имени Н. Э. Баумана и до зачисления в отряд космонавтов работал инженером 17-го отдела НПО «Энергия».

### Космическая подготовка
Он прошёл медицинское обследование в Институте медико-биологических проблем и 7 июня 1983 года был допущен к специальным тренировкам. 2 сентября 1985 года решением Главной Межведомственной комиссии был отобран в отряд космонавтов НПО «Энергия». С 1985 по 1986 год проходил общекосмическую подготовку, а 28 ноября 1986 года решением Министра общего машиностроения СССР ему была присвоена квалификация космонавт-испытатель.
С февраля по ноябрь 1987 года проходил подготовку в качестве бортинженера третьего (резервного) экипажа корабля «Союз ТМ-4» по программе третьей основной экспедиции (ЭО-3) на орбитальный комплекс «Мир», вместе с Владимиром Афанасьевичем Ляховым. Так же совместно с Ляховым и Красимиром Стояновым проходил подготовку в качестве бортинженера дублирующего советско-болгарского экипажа корабля «Союз ТМ-5» по программе полетов на орбитальный комплекс «Мир». В мapте 1988 года был отстранен от подготовки по состоянию здоровья.
В составе группы космонавтов готовился к полетам на орбитальный комплекс «Мир» (1990—1991).
Совместно с Анатолием Соловьёвым готовился в качестве бортинженера третьего (резервного) экипажа по программе ЭО-10/Austromir на ОК «Мир». Экипаж был расформирован в связи с изменением программы полетов.
14 марта 1996 года Андрей Евгеньевич был отчислен из отряда космонавтов в связи с уходом на пенсию.
После окончания космической подготовки, с 14 марта 1996 года работал ведущим инженером-испытателем 293-го отдела РКК «Энергия».

## Смерть
Умер 5 мая 2010 года. Похоронен на Невзоровском кладбище, которое расположено на территории Пушкинского городского округа Московской области рядом с деревней Невзорово.